# Kalenborn (Vettelschoß)

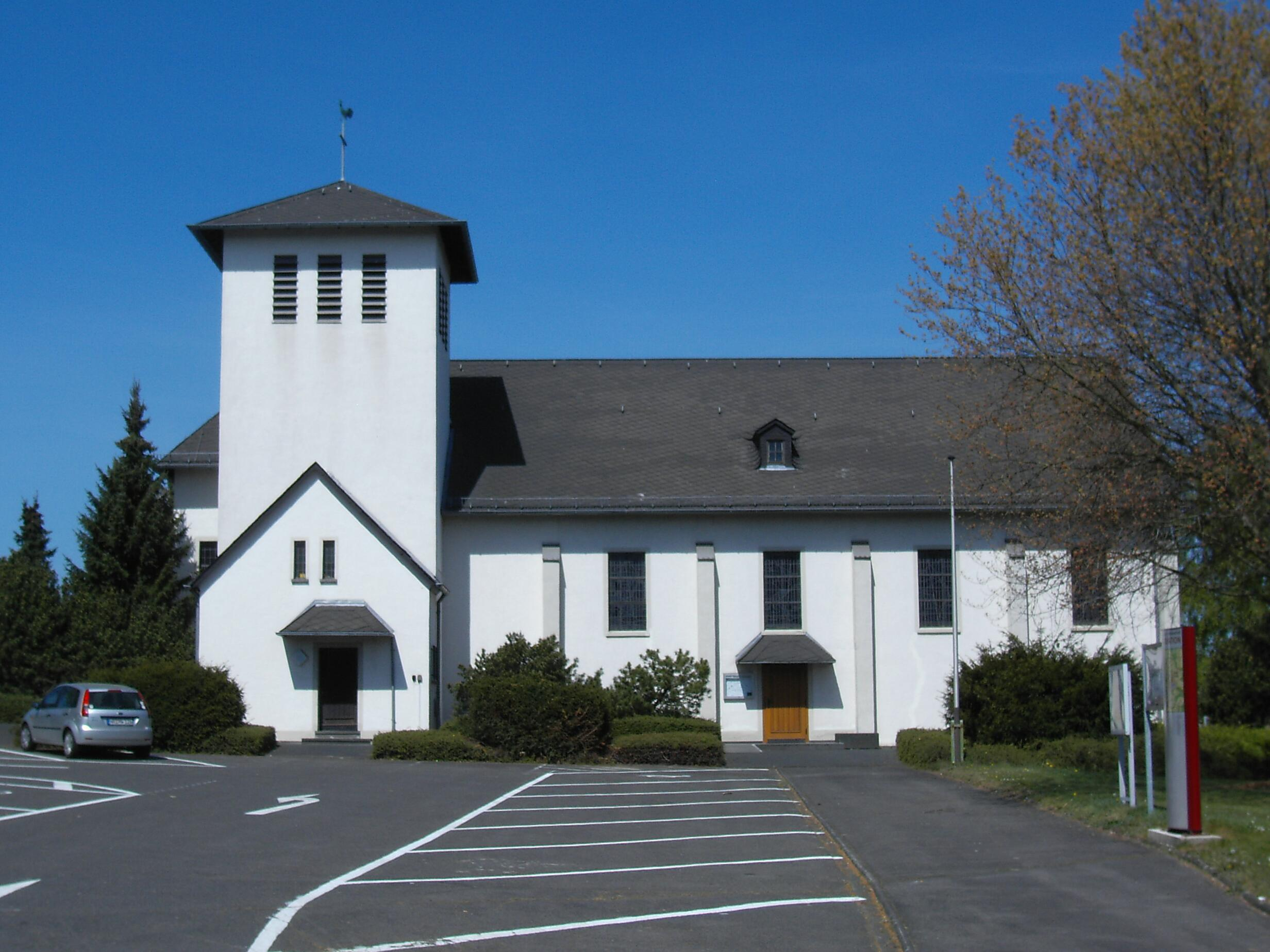
Filialkirche Kalenborn

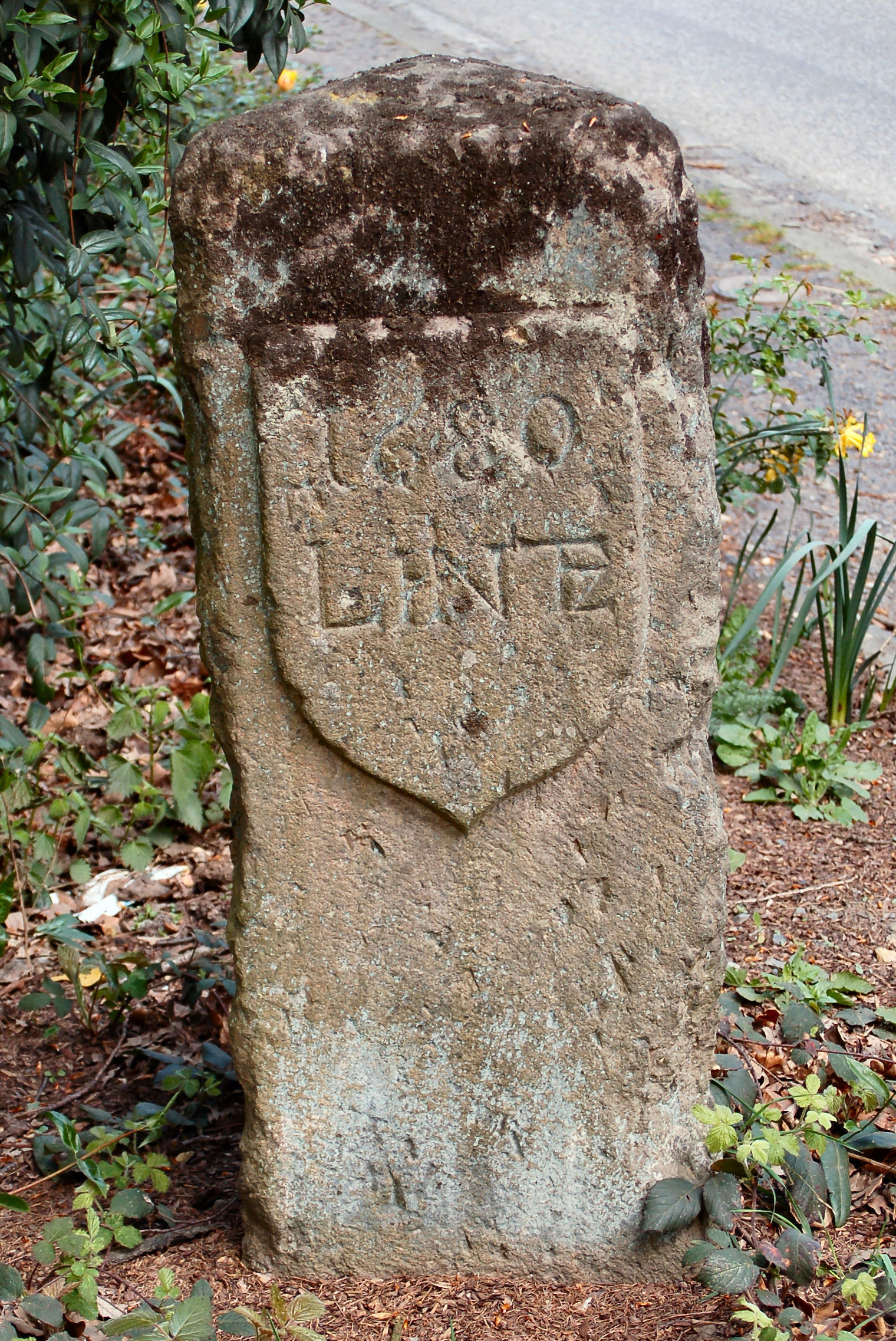
Grenzstein aus dem Jahr 1680

Kalenborn ist ein Ortsteil im Westen der Gemeinde Vettelschoß im rheinland-pfälzischen Landkreis Neuwied.

## Geographie
Kalenborn liegt am Rande des Niederwesterwalds auf Höhenlagen von etwa 315 bis 360 m ü. NHN und wird im Süden und Westen vom Naturpark Rhein-Westerwald umgeben. Naturräumlich befindet sich der Ort am Übergang der Asbacher Hochfläche im Osten in den Rheinwesterwälder Vulkanrücken im Westen. Außerhalb der Ortschaft befindet sich ein Gewerbegebiet. Von Kalenborn aus bestehen direkte Straßenverbindungen nach Vettelschoß (Landesstraße 252) sowie ins Rheintal nach Linz am Rhein (Landesstraße 253) und Unkel (Landesstraße 252). Die Anschlussstelle Bad Honnef/Linz der Bundesautobahn 3 liegt etwa 5 km nordöstlich des Ortes.
Kalenborn grenzt im Westen über die Landesstraße 253 (Asbacher Straße) an Kretzhaus (Stadt Linz am Rhein) und das ehemalige Forsthaus Reifstein (Ortsgemeinde Erpel), im Norden an Oberwillscheid sowie im Südosten an den Ortskern von Vettelschoß.

## Geschichte
Von verschiedenen Vertretern der Ortsnamenskunde wird der Ortsname hergeleitet aus „kallen“ für „reden“ und „born“ für „buren“ (Thingberechtigte). Hierbei spielt auch die geografische Lage eine Rolle. Unweit von Kalenborn liegt der Asberg, auf dem in den 1930er Jahren noch Reste eines keltischen Ringwalls vorhanden, die durch den Basaltabbau zerstört wurden. Diese Ringwälle dienten auch als Tingstätte. Die Schreibweise des Ortsnamens ändert sich häufig: Calenburne (1209), Kallenborn (1641), Kahlenborn und Kaleborn (1699), Callenborn (1736). In der Eifel sind verschiedene Orte mit dem Namen Kalenborn zu finden, im Westerwald gibt es auch noch ein Kaltenborn. Die Deutung der Ortsnamen dieser Orte kommt aus verschiedenen Gründen zu teilweise anderen Ergebnissen.
Die erste Erwähnung Kalenborns findet sich in einer Urkunde aus dem Jahr 1209, in welcher der Kölner Erzbischof  Dietrich I. von Köln auf sein Wildbannrecht im Wald von „Calenburne“ zugunsten des Stiftes Mariengraden in Köln verzichtet.
Durch Kalenborn führte der so genannte „Heisterbacher Klosterpfad“, der von der Abtei Heisterbach zum Kloster St. Katharinen führte, die Heisterbacher Mönche waren für die seelsorgerische Betreuung des Nonnenklosters zuständig. Entlang des Klosterpfads waren einige Höfe im Besitz der Klöster, in Kalenborn der Katharinenhof, vermutlich war der Hof eine Schenkung der Herren von Rennenberg an das Kloster St. Katharinen, das 1208 von den Rennenbergern gestiftet wurde. Der Katharinenhof wird erstmals im Jahr 1509 in einem Pachtregister des Klosters genannt. Nach dem Dreißigjährigen Krieg ließ der Kölner Erzbischof Maximilian eine Bestandsaufnahme durchführen. In Kalenborn wurden zwei Häuser registriert, eines dürfte der Katharinenhof gewesen sein, das zweite der Antonshof, der seit 1613 im Familienbesitz war.
Kalenborn gehörte seit dem Mittelalter zum sogenannten „zweiten Teil“ (Vettelschoß) der Honnschaft Lorscheid im Kirchspiel Neustadt und unterstand der Verwaltung des kurkölnischen Amtes Altenwied. In preußischer Zeit (ab 1815) wurde Kalenborn ein Teil der Gemeinde Vettelschoß. Seit 1904 bestand in der Ortschaft eine katholische Volksschule, die von 70 Kindern besucht wurde (Stand: 1913). Zu ihr kam später – im selben Schulgebäude – eine „Landwirtschaftliche Berufsschule“ für die Schulbezirke Kalenborn, Lorscheid, Sankt Katharinen und Vettelschoß hinzu. 1912 erhielt Kalenborn einen Bahnhof an der neugebauten Bahnstrecke Linz am Rhein–Flammersfeld, die dem Transport von Basalt aus den Steinbrüchen der Region diente.
Von 1922 bis 1924 wurden an der Grenze zu Kretzhaus (Linz am Rhein) die Werksanlagen der von der Basalt AG und der französischen Compagnie Générale du Basalte neugegründeten Schmelzbasalt AG mit Anschluss an den benachbarten Bahnhof Kalenborn errichtet. Sie entstanden nach Plänen des Architekturbüros Mattar & Scheler und umfassten neben den Fabrikhallen ein zweiflügeliges Verwaltungsgebäude, einen Wasserturm sowie auf der zu Kretzhaus gehörenden Seite der Asbacher Straße ein Wohnhaus für den Direktor des Unternehmens. Das Schmelzbasaltwerk entwickelte sich zum wichtigsten Industriebetrieb in Kalenborn und prägte mit seinen Lagerplätzen, Verladeeinrichtungen und einem zugehörigen Schmalspur-Schienennetz das Ortsbild. Die Werksanlagen dienen heute nicht mehr der Produktion von Schmelzbasalt und sind Sitz von Kalenborn Kalprotect, einem der weltweit führenden Unternehmen im Bereich des universellen Verschleißschutzes. Ab September 2014 wurde die Ortsdurchfahrt Kalenborn der Landesstraße 252 ausgebaut.

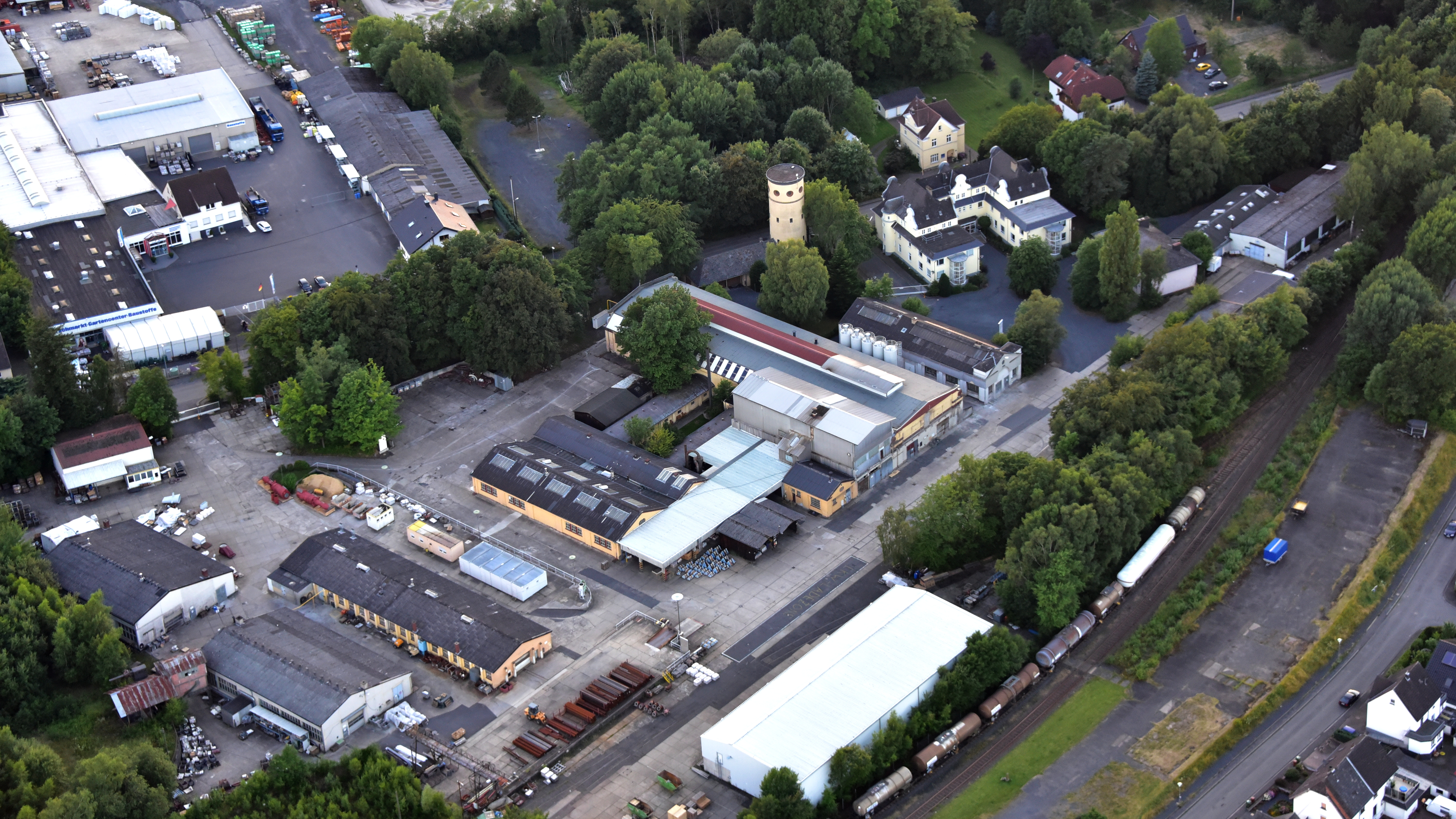
Kalenborn Kalprotect GmbH & Co. KG, Luftaufnahme (2016)

Einwohnerentwicklung
| Jahr | Einwohner |
| ---- | --------- |
| 1816 | 99        |
| 1843 | 158       |
| 1885 | 162       |
| 1987 | 941       |

## Sehenswürdigkeiten und Freizeit

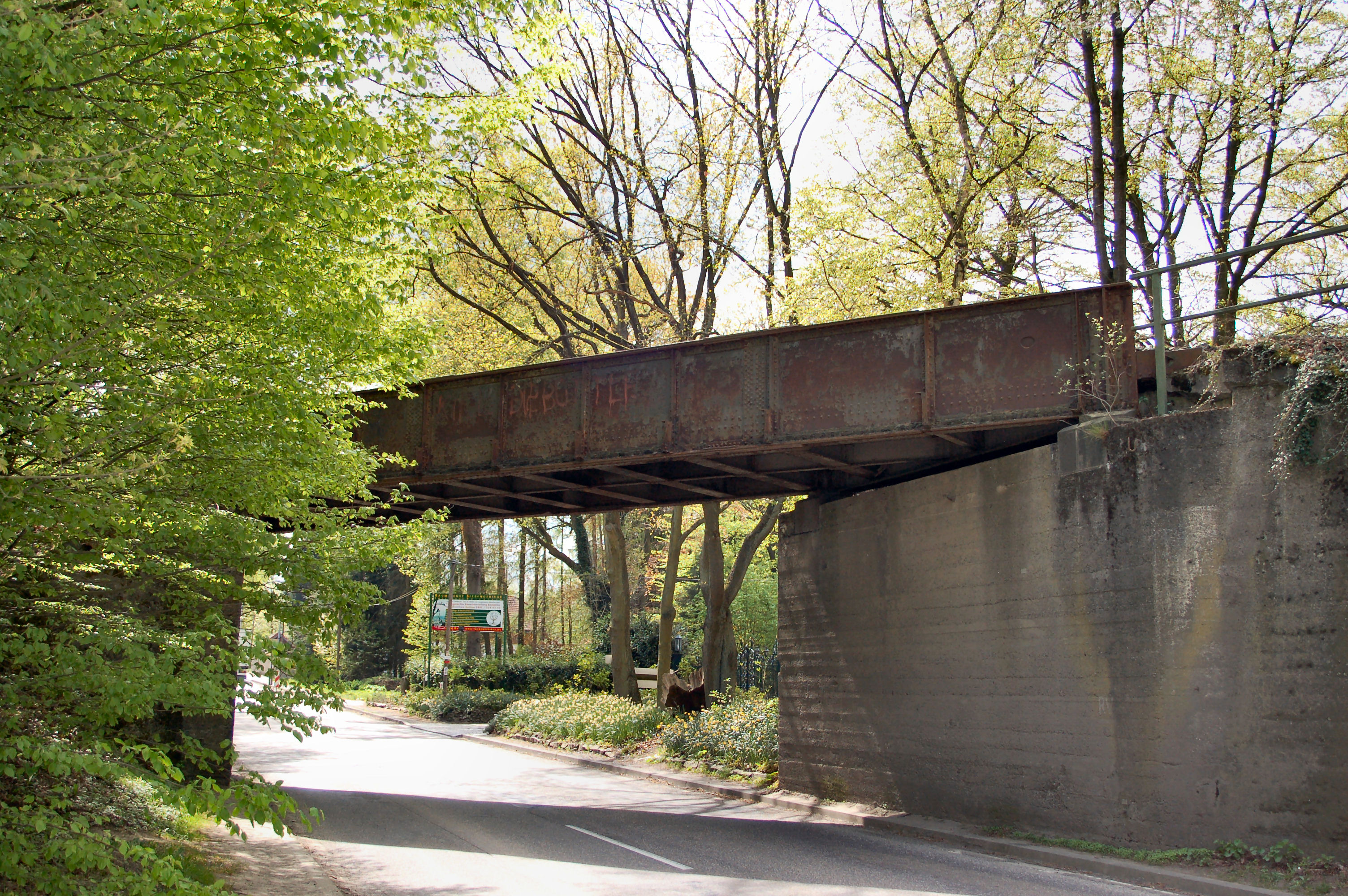
Brücke der Kasbachtalbahn bei Kalenborn

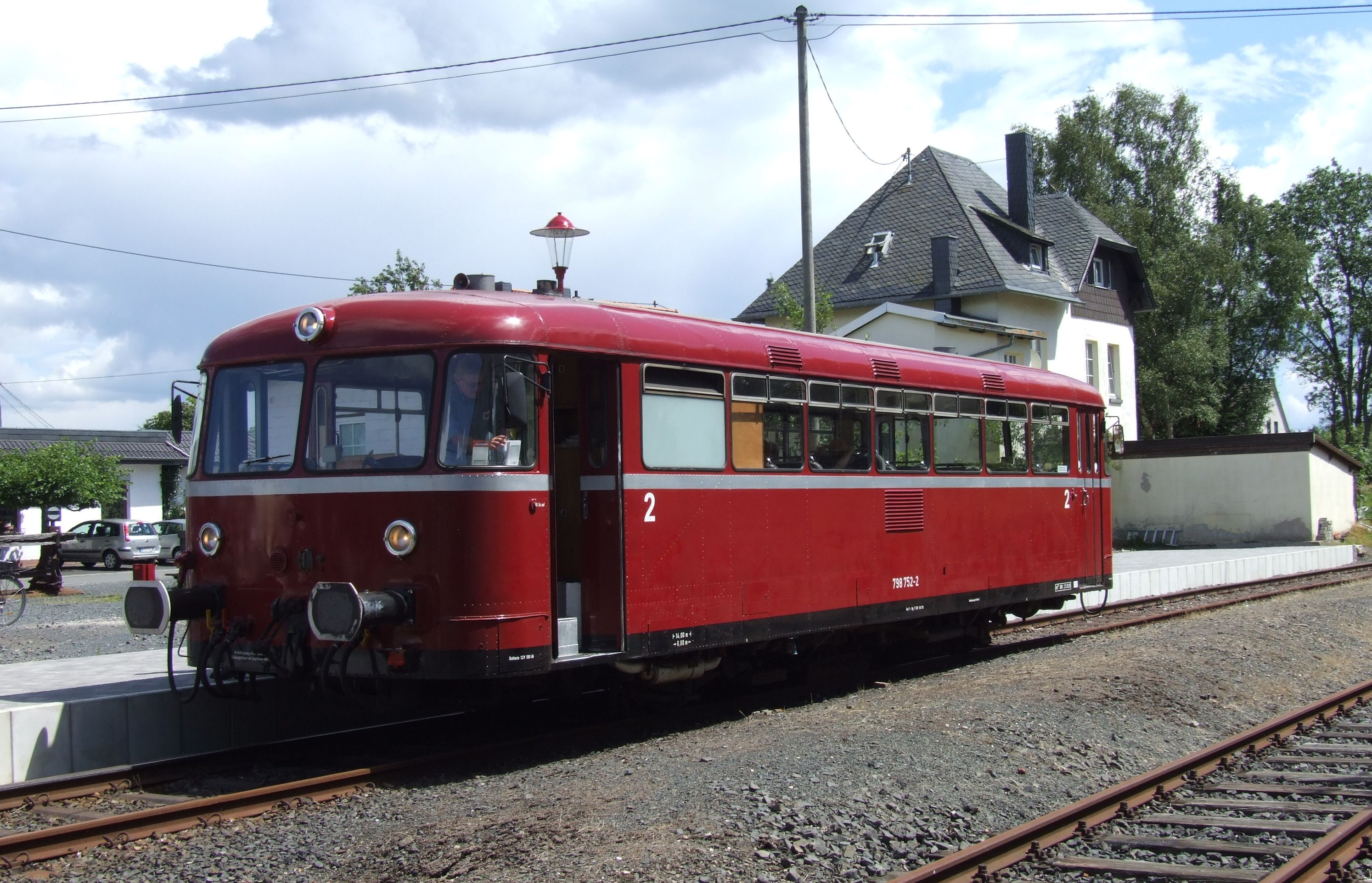
Der Schienenbus der Kasbachtalbahn

- Am Ortsausgang Richtung Norden, an der Landesstraße 253, befindet sich ein Grenzstein aus dem Jahr 1680, der die Grenze zwischen den Ämtern bzw. Kirchspielen Linz, Neustadt und Erpel markierte. Heute berühren sich hier die Stadt Linz am Rhein und die Ortsgemeinden Vettelschoß und Erpel.
- Die katholische Filialkirche Maria Königin[10] wurde 1955 von einem Kapellenbauverein errichtet, am 17. August 1958 der „Mutter Gottes von Fátima“ geweiht und 1987/88 umfassend saniert.[1] Sie gehört seit 2008 zur Katholischen Pfarrei St. Katharina und St. Michael Vettelschoß/Sankt Katharinen.[11]
- Die Kasbachtalbahn (Linz - Flammersfeld) ist im Sommer ein beliebtes Ausflugsziel im Bereich Kalenborn. Die historischen Dieseltriebwagen vom Typ VT 798 (Uerdinger Schienenbus) aus den fünfziger Jahren beginnen und beenden hier ihre 8,9 Kilometer lange Fahrt auf der Steilstrecke nach Linz am Rhein.
- Von Kalenborn aus führen verschiedene Wanderwege zu dem wegen des reichem Ilex-Bestandes als Naturschutzgebiet ausgewiesenen „Erpeler Kirchspielwald“ und zu dem nahe gelegenen Asberg (430 m ü. NN), bei dem sich auch ein ehemaliger Basaltsteinbruch befindet. Einer von den beiden Zugangswegen zum Rheinsteig (gelbe Markierung) führt entlang der Streckenführung der Kasbachtalbahn.